# Узбекистан на зимових Олімпійських іграх 2022
Узбекистан взяв участь у зимових Олімпійських іграх 2022, що тривали з 4 до 20 лютого в Пекіні (Китай).
Збірна Узбекистану складалася з одного гірськолижника.
Комільджон Тухтаєв як єдиний представник своєї країни ніс її прапор на церемонії відкриття.

## Спортсмени
Кількість спортсменів, що взяли участь в Іграх, за видами спорту.
| Вид спорту          | Чоловіки | Жінки | Загалом |
| ------------------- | -------- | ----- | ------- |
| Гірськолижний спорт | 1        | 0     | 1       |
| Загалом             | 1        | 0     | 1       |

## Гірськолижний спорт
Від Узбекистану на Ігри кваліфікувався один гірськолижник, що відповідав базовому кваліфікаційному критерію.
| Спортсмен          | Дисципліна                    | 1-й спуск | 1-й спуск | 2-й спуск | 2-й спуск | сума    | сума  |
| Спортсмен          | Дисципліна                    | Час       | Місце     | Час       | Місце     | Час     | Місце |
| ------------------ | ----------------------------- | --------- | --------- | --------- | --------- | ------- | ----- |
| Комільджон Тухтаєв | Гігантський слалом (чоловіки) | 1:12.77   | 35        | 1:14.72   | 27        | 2:27.49 | 29    |